# Lepidium huberi
Lepidium huberi är en korsblommig växtart som beskrevs av Stanley Larson Welsh och Sherel Goodrich. Lepidium huberi ingår i släktet krassingar, och familjen korsblommiga växter. Inga underarter finns listade i Catalogue of Life.